# Museum Kampa – Nadace Jana a Medy Mládkových
Museum Kampa – Nadace Jana a Medy Mládkových je nadace založená v Praze 26. února 1999 Medou Mládkovou.

## Účel nadace
Nadace vznikla se záměrem podporovat rozvoj výtvarného umění v České republice, seznamovat veřejnost s moderním výtvarným uměním a přispívat k znovuvytvoření a posílení povědomí o kulturní tradici v uvedené oblasti umění.
Konkrétním účelem vzniku nadace bylo provozování sbírky moderního umění 20. století a její zpřístupnění veřejnosti. Sbírku, kterou vytvořili Jan a Meda Mládkovi a jako nadační dar vložila do majetku Nadace Meda Mládková, získalo hlavní město Praha.[zdroj?] Město investovalo do rekonstrukce kulturní památky Sovovy mlýny na pražské Kampě a poskytlo objekt nadaci do bezplatného užívání na 99 let. Sbírku nadace užívá na základě smlouvy o výpůjčce.[zdroj?]

## Orgány nadace

### Zakladatel
- Meda Mládková

### Ředitel
- Mgr. Jan Smetana

### Správní rada
- Předseda: JUDr. Jiří Pospíšil
- Členové: MUDr. Jiří Emler, Ing. Petr Hejma, JUDr. Jana Hrstková, Ph.D., LL.M., Mgr. Božena Jirků, Ph.D, PhDr. Vít Kolář, doc. JUDr. Filip Melzer, Ph.D., LL.M., Ing. arch. Josef Pleskot, CSc, Marie Šedivá, Ing. Mgr. Ondřej Škorpil, MBA, JUDr. Jiří Fremr, MgA. Hana Třeštíková
- Čestní členové správní rady: Václav Havel in memoriam, Jan Horal in memoriam, Prof. Ing. Rudolf Zahradník, DrSc., Madeleine Albrightová, Václav Boštík in memoriam, Thomas Messer in memoriam, Patty Birch in memoriam, Avna Cassinelli

### Dozorčí rada
- Předseda: Ing. Simona Fialová
- Členové: JUDr. Jan Kozubek, Paed.Dr. Hana Nováčková, Mgr. Jan Recman, Jan Dobrovský, Jan Wolf

## Činnost Nadace

### Expozice
- Museum Kampa s galerií moderního umění v budově Sovových mlýnů
- Werichova vila se stálou expozicí o herci Janu Werichovi

### Sbírky
- 17 bronzových plastik Otty Gutfreunda ze sbírky Jana a Medy Mládkových
- 1086 výtvarných děl Nadační sbírky, dar Medy Mládkové
- nadační dar, sbírka výtvarných děl Jiřího a Běly Kolářových (odkázáno 2002)
- sbírka současného českého umění „K poctě Jindřicha Chalupeckého“. Sbírka byla původně vytvořena z darů umělců pro zakoupení hemodialyzačního přístroje pro Jindřicha Chalupeckého. Díky velkorysosti výrobce a Nadace Charty 77, která přístroj zaplatila, byla díla nakonec převedena do majetku Nadace.[1]
- soubor uměleckých děl autora Františka Kupky původně ve vlastnictví historičky umění Lilli Lonngren Anderson

### Dar hlavnímu městu Praha
- 215 obrazů a kreseb Františka Kupky
- 240 koláží a objektů Jiřího Koláře
- 279 uměleckých artefaktů českých a slovenských autorů z let 1965–1985

Celková hodnota daru je 600 000 000 Kč.